# Mistrzostwa Europy w Lekkoatletyce 1938 – trójskok mężczyzn
Trójskok mężczyzn był jedną z konkurencji rozgrywanych podczas II Mistrzostw Europy w Paryżu. Został rozegrany w niedzielę, 4 września 1938 roku. Zwycięzcą tej konkurencji został  Fin Onni Rajasaari. W rywalizacji wzięło udział jedenastu zawodników z ośmiu reprezentacji.

## Rekordy
| Rekord świata     | Naoto Tajima (JPN) | 16,00 | Berlin, Niemcy          | 06.08.1936 |
| Rekord Europy     | Vilho Tuulos (FIN) | 15,48 | Borås, Szwecja          | 06.07.1923 |
| Rekord Europy     | Wim Peters (NED)   | 15,48 | Londyn, Wielka Brytania | 04.07.1927 |
| Rekord mistrzostw | Wim Peters (NED)   | 14,89 | Turyn, Włochy           | 09.09.1934 |

## Wyniki
| Miejsce | Zawodnik          | Wynik | Uwagi |
| ------- | ----------------- | ----- | ----- |
| 1       | Onni Rajasaari    | 15,32 | CR    |
| 2       | Jouko Norén       | 14,95 |       |
| 3       | Karl Kotratschek  | 14,73 |       |
| 4       | Joanis Palamiotis | 14,70 | NR    |
| 5       | Vittorio Turco    | 14,64 |       |
| 6       | Lennart Andersson | 14,56 |       |
| 7       | Franco Bini       | 13,96 |       |
| 8       | Jean Nichil       | 13,88 | NR    |
| 9       | Bicoku Sefedin    | 13,68 | NR    |
| 10      | Max Roujoux       | 13,24 |       |
| 11      | François Mersch   | 12,93 |       |